# Batidão Tropical Vol. 2
Batidão Tropical Vol. 2 (também conhecido como Batidão Tropical Volume 2) é o sexto álbum de estúdio do cantor e drag queen brasileiro Pabllo Vittar, lançado em 9 de abril de 2024, através da Sony Music Brasil. O álbum é uma sequência do primeiro volume do álbum Batidão Tropical (2021).
O álbum volta as origens da intérprete com regravações de clássicos de artistas das regiões Norte e Nordeste nos anos 1990 e 2000, sendo produzido por Rodrigo Gorky, Maffalda e Zebu.

## Antecedentes
Após o lançamento do primeiro volume do projeto em 2021 e da recepção favorável por parte da crítica e de público, Vittar não descartou o lançamento de um segundo volume do projeto, com foco em músicas da região Norte e Nordeste do Brasil. Ainda em 2021, o intérprete lançou seu primeiro álbum ao vivo, I Am Pabllo e o quinto álbum de estúdio Noitada (2023).

## Lançamento e promoção
Em 28 de março de 2024, Vittar anunciou o lançamento do álbum para 9 de abril do mesmo ano. Em seu Instagram, Pabllo divulgou a data e o horário de lançamento em uma espécie de "canga gigante", que foi estirada em uma praia.

### Singles
O primeiro single de Batidão Tropical Vol. 2, "Pede pra Eu Ficar (Listen to Your Heart)", foi lançado em 16 de janeiro de 2024, debutou no 15º lugar no Spotify Brasil. O seu vídeo musical, dirigido por Leocádio Rezende e Vitin Allencar foi lançado em 19 de janeiro. "Ai Ai Ai Mega Príncipe" foi lançado como segundo single em 5 de março de 2024, junto com o visualizer oficial da canção. O terceiro single do álbum, a inédita "Idiota" foi lançada em 10 de abril de 2024, junto com o lançamento do álbum.

## Recepção

### Crítica
Mauro Ferreira do portal G1 disse: "Pabllo Vittar se mantém em zona confortável, beneficiada pela segurança de estar rebobinando músicas já testadas e aprovadas". Para Arthur Ferreira do site Capricho, "ela [Vittar] traz um storytelling que nos faz mergulhar nas várias nuances que as relações amorosas podem ter (...) com certeza, [o álbum] será lembrado como um marco da cultura pop brasileira".

## Desempenho comercial
O álbum teve o melhor desempenho da carreira de Vittar no Spotify, com 4,710 milhões de streams nas primeiras 24 horas, superando o primeiro volume do Batidão Tropical (2021) com 4,657 milhões de reproduções.

## Lista de faixas
Todas as faixas foram produzidas por Rodrigo Gorky, Maffalda e Zebu, membros da produtora Brabo Music Team.
| N.º            | Título                                                                               | Compositor(es)                                                                                                 | Duração |  |
| 1.             | "Pra Te Esquecer"                                                                    | Batista Lima                                                                                                   | 3:26    |  |
| 2.             | "Idiota"                                                                             | Alice Caymmi Gorky Maffalda Vivian Kuczynski Winnye Zebu                                                       | 2:46    |  |
| 3.             | "Pede pra Eu Ficar (Listen to Your Heart)"                                           | Mats Arne Persson Pabllo Vittar Per Gessle                                                                     | 3:12    |  |
| 4.             | "Rubi" (com Will Love)                                                               | DJ Deivid DJ Leo                                                                                               | 2:13    |  |
| 5.             | "São Amores"                                                                         | Lucas Gomez Gonzales Simaria Mendes                                                                            | 2:55    |  |
| 6.             | "Me Usa"                                                                             | Gino Liver Jotinha                                                                                             | 4:00    |  |
| 7.             | "Não Vou Te Deixar (I Don't Want to Get Hurt)" (com Gaby Amarantos)                  | Amarantos Gessle                                                                                               | 3:35    |  |
| 8.             | "Hoje à Noite (Alone)" (com Nattan)                                                  | Billy Steinberg Nelson Nascimento Tom Kelly                                                                    | 3:26    |  |
| 9.             | "Falta Coragem" (com Taty Girl)                                                      | Flávio dos Teclados                                                                                            | 2:37    |  |
| 10.            | "Ai Que Calor" (com Duda Beat)                                                       | Bibi Duda Beat Gorky Lux Maffalda Number Teddie Vittar Pablo Bispo Ruxell Tomás Tróia Zebu                     | 2:24    |  |
| 11.            | "Nas Ondas do Rádio"                                                                 | Kim Marques | 2:50    |  |
| 12.            | "Ai Ai Ai Mega Príncipe"                                                             | Alde Cesar DJ Deyvid                                                                                           | 3:03    |  |
| 13.            | "Não Desligue o Telefone" (com Maderito)                                             | Tony Guerra | 2:07    |  |
| 14.            | "Planeta de Cores (Ascolta Il Tuo Cuore)" (com Mara Pavanelly e Forrozão Tropykália) | Alberto Mastrofrancesco Alfredo Rapetti Carlinhos Gabriel Charles Cohiba Fabrizio Pausini Vito Mastrofrancesco | 3:37    |  |
| Duração total: | Duração total:                                                                       | Duração total:                                                                                                 | 42:15   |  |

## Histórico de lançamento
| País   | Data               | Formato(s)                 | Gravadora  | Ref.  |
| ------ | ------------------ | -------------------------- | ---------- | ----- |
| Vários | 9 de abril de 2024 | Download digital streaming | Sony Music | [ 1 ] |

## Turnê
Batidão Tropical Tour é a sexta turnê do cantor e drag queen brasileiro Pabllo Vittar com base em seu sexto álbum de estúdio, Batidão Tropical Vol. 2. A turnê foi iniciada no dia 20 de abril de 2024, em Vinhedo, São Paulo, com mais datas previstas a ser anunciadas em breve.

Este repertório é representativo do show do dia 20 de abril de 2024, em Vinhedo. Ele não representa todos os shows da turnê.
1. "Pra Te Esquecer"
2. "Ai Ai Ai Mega Príncipe"
3. "Amor de Que"
4. "Triste com T"
5. "Zap Zum"
6. "Bang Bang"
7. "A Lua"
8. "Disk Me"
9. "Eu Vou"
10. "Pede pra Eu Ficar (Listen to Your Heart)"
11. "Buzina"
12. "Cadeado"
13. "Seu Crime"
14. "Rubi"
15. "Falta Coragem"
16. "São Amores"
17. "Parabéns"
18. "Idiota"
19. "Nas Ondas do Rádio"
20. "Me Usa"
21. "K.O."
22. "Ultra Som"
23. "Não Desligue o Telefone"

Datas
| Data                        | Cidade           | País           | Local                                  |
| Parte 1                     | Parte 1          | Parte 1        | Parte 1                                |
| --------------------------- | ---------------- | -------------- | -------------------------------------- |
| 20 de abril de 2024[A1]     | Vinhedo          | Brasil         | Hopi Hari                              |
| 25 de maio de 2024[A2]      | São Paulo        | Brasil         | Parque Villa-Lobos                     |
| 7 de junho de 2024[A3]      | São Luís         | Brasil         | Espaço Reserva Shopping da Ilha        |
| 13 de junho de 2024         | Curitiba         | Brasil         | Live Curitiba                          |
| 14 de junho de 2024         | Porto Alegre     | Brasil         | Auditório Araújo Vianna                |
| 29 de junho de 2024[A4]     | São Paulo        | Brasil         | Parque Ibirapuera                      |
| 8 de julho de 2024[A5]      | Araraquara       | Brasil         | Arena Inter                            |
| 17 de agosto de 2024        | Brasília         | Brasil         | Na Praia Parque                        |
| 7 de setembro de 2024       | Natal            | Brasil         | TBA                                    |
| 1 novembro de 2024[A6]      | São Paulo        | Brasil         | Vibra                                  |
| 9 de novembro de 2024[A7]   | Petrópolis       | Brasil         | Parque Municipal Prefeito Paulo Rattes |
| 16 de novembro de 2024[A7]  | Petrópolis       | Brasil         | Parque Municipal Prefeito Paulo Rattes |
| 14 de dezembro de 2024      | Belém            | Brasil         | Mangueirão                             |
| Parte 2                     |                  |                |                                        |
| 25 de abril de 2025[A8]     | Vinhedo          | Brasil         | Hopi Hari                              |
| 31 de Maio de 2025[A9]      | West Hollywood   | Estados Unidos | West Hollywood Park                    |
| 6 de junho de 2025[A10]     | Milwaukee        | Estados Unidos | Henry W. Maier Festival Park           |
| 7 de junho de 2025[A11]     | Washington       | Estados Unidos | RFK Festival Grounds                   |
| 22 de junho de 2025[A12]    | Maceió           | Brasil         | Polos Jaraguá                          |
| 26 de junho de 2025         | Cidade do México | México         | Auditorio BB                           |
| 28 de junho de 2025[A13]    | Brooklyn         | Estados Unidos | Under the K Bridge Park                |
| 12 de julho de 2025[A14]    | Monterrey        | México         | Parque Fundidora                       |
| 19 de julho de 2025[A15]    | Dour             | Bélgica        | Dour Festival                          |
| 26 de julho de 2025         | Lisboa           | Portugal       | Campo Pequeno                          |
| 3 de agosto de 2025[A16]    | Brasília         | Brasil         | Na Praia Parque                        |
| 18 de agosto de 2025        | Grande Vitória   | Brasil         | TBA                                    |
| 18 de setembro de 2025      | Viçosa           | Brasil         | TBA                                    |
| 15 de setembro de 2025[A17] | Rio de Janeiro   | Brasil         | Jockey Club Brasileiro                 |
| 28 de novembro de 2025[A18] | Natal            | Brasil         | Arena das Dunas                        |

- A1 Parte do "Hopi Pride Festival"
- A2 Parte do "Festival Nômade"
- A3 Parte do "São João da Thay"
- A4 Parte do "Festival Turá". Convidada especial de Fresno.
- A5 Parte do "Inter Araraquara"
- A6 Especial, "Halloween da Pabllo"
- A7 Parte do "Rock The Mountain".
- A8 Parte do "Hopi Pride Festival"
- A9 Parte do "Outloud Music Festival"
- A10 Parte do "Pride Fest Milwaukee"
- A11 Parte do "World Pride Main Event "
- A12 Parte do "São João Massayó 2025"
- A13 Parte do "Lady Land Festival"
- A14 Parte do "Cute Pride Festival"
- A15 Parte do "Dour Festival"
- A16 Parte do "Na Praia Festival"
- A17 Parte do "Festival Doce Maravilha". Convidada especial de liniker.
- A18 Parte do "Spotted Festival"